# San Luis de Planes
San Luis de Planes är en ort i Honduras.   Den ligger i departementet Departamento de Santa Bárbara, i den västra delen av landet, 140 km nordväst om huvudstaden Tegucigalpa. San Luis de Planes ligger 1 495 meter över havet och antalet invånare är 1 111.
Terrängen runt San Luis de Planes är bergig åt sydväst, men åt nordost är den kuperad. Runt San Luis de Planes är det ganska tätbefolkat, med 172 invånare per kvadratkilometer. Närmaste större samhälle är Santa Bárbara, 13,1 km sydväst om San Luis de Planes.  